# A Love Supreme
Albums de John Coltrane
Crescent
(1964) The John Coltrane Quartet Plays
(1965)
A Love Supreme est un album-concept de John Coltrane enregistré en 1964. Il est considéré comme un album majeur du jazz, l'un de ses plus grands chefs-d’œuvre, l'un des plus connus et des plus accessibles.

## Historique
Il s'agit d'une composition en quatre mouvements enregistrée en une seule séance le 9 décembre 1964 au studio de Rudy Van Gelder (Englewood Cliffs, New Jersey, USA) et produit par Bob Thiele pour le label Impulse!. L'album fait suite à Crescent, enregistré la même année, plus contemplatif mais qui déjà amorçait un virage dans la carrière de Coltrane.
Le quartet mythique de Coltrane, alors en pleine maturité, était sur le chemin d'une inéluctable séparation. Deux autres versions de Acknowledgement ont été enregistrées le lendemain (le 10 décembre 1964) avec le saxophoniste ténor Archie Shepp et le bassiste Art Davis. L'unique version enregistrée en direct de la suite A Love Supreme date du 26 juillet 1965 lors du festival d'Antibes, et a été publiée officiellement par Impulse! avec l'album original.
L'album marque le tournant spirituel de Coltrane. Par sa profonde sérénité et son mysticisme, c'est une ode à sa foi et à Dieu, celui des différentes religions : les quatre longues compositions forment une vaste prière. Il cherche à atteindre un certain niveau de transe pour s'approcher de Dieu. C'est l'œuvre la plus spirituelle de Coltrane.
Les éléments de liberté harmonique, l'atonalité en particulier, sont précurseurs des changements à venir dans la musique de Coltrane et du free jazz ; avant-gardiste, il pousse le jazz de plus en plus loin et atteint les limites de l'improvisation sur une trame modale. John Coltrane y exprime successivement l'inquiétude, la tension, l'exaltation et l'apaisement.

## Enregistrements
La première minute d'Acknowledgement débute par un coup de gong suivi d'une très courte intro au saxophone. Puis Jimmy Garrison avec quatre notes à la contrebasse introduit le motif : chaque son cadence le titre A Love Supreme. Ce riff emprunté au blues est suivi par le piano de McCoy Tyner. À la fin du titre Coltrane reprendra l'air comme un leitmotiv et alignera ces mesures trente-sept fois de suite en alternant graves et aigus, puis dix-neuf fois en chantant A Love Supreme. La voix est rajoutée en overdub après avoir été enregistrée le lendemain.
Alors qu'Acknowledgement est enregistré en une seule prise, Resolution nécessite six essais dont quatre interrompus avant la fin. Resolution est le mouvement le plus classique des quatre. À noter le solo de Tyner qui devient un modèle pour de nombreux pianistes.
Pursuance et Psalm auront été enregistrés d'une seule traite avec un solo remarquable du batteur Elvin Jones.
À la fin de Psalm intervient un deuxième saxophoniste auprès de Coltrane. Rudy Van Gelder se souvient que Coltrane avait enregistré ces notes lui-même en re-recording. De même Garrison avec un archet sur la contrebasse et Jones à la batterie se rajoutent en overdub sur l'enregistrement initial créant ainsi un septet virtuel.

## Réception
Même si, à sa sortie, l'album dérouta le public, il reste l'un des plus grands succès du jazz avec plus d'un million d'exemplaires vendus.
En 1965 l'album fut nommé pour deux Grammy et Coltrane sélectionné par les lecteurs de Down Beat comme étant le saxophoniste ténor de l'année.
En 2003 et en 2012, l'album est classé 47e des 500 plus grands albums de tous les temps par le magazine Rolling Stone. Il fait aussi partie des 1001 albums qu'il faut avoir écoutés dans sa vie et d'un grand nombre d'autres listes.
L'album marque l'apogée commercial de John Coltrane, les suivants, jugés trop avant-gardistes étant progressivement délaissés par les fans.

## Citations
Dans la note de pochette Coltrane écrit :

« Pendant l'année 1957, j'ai connu par la grâce de Dieu un réveil spirituel qui allait me conduire à une vie plus riche, mieux remplie, plus productive. À cette époque, en signe de gratitude, je Lui ai humblement demandé qu'Il me donne les moyens et le privilège de rendre les autres heureux à travers la musique. J'ai le sentiment que cela m'a été accordé à travers Sa grâce. Louange à Dieu ! ».

Et aussi :

« La dernière partie constitue la narration musicale du thème, "A Love Supreme", qui est écrit dans le contexte ».

## Titres
Tous les titres sont des compositions de John Coltrane.
Face 1
1. Part 1 : Acknowledgement – 7:47
2. Part 2 : Resolution – 7:22

Face 2
1. Part 3 : Pursuance - 10:45
2. Part 4 : Psalm – 7:08

## Composition du quartet
- John Coltrane : saxophone ténor et chant
- McCoy Tyner : piano
- Jimmy Garrison : contrebasse
- Elvin Jones : batterie

Ce quartet (1962 à 1965) est l'un des plus célèbres de l'histoire du jazz. Il reste encore aujourd'hui la figure la plus emblématique du jazz modal.
Le pianiste McCoy Tyner habitait dans le même quartier de Philadelphie que John Coltrane. Ils jouent ensemble à partir de 1957 et McCoy Tyner fait partie de la formation de Coltrane de 1960 à 1965.
Elvin Jones, à la batterie, accompagne Coltrane de 1960 à 1966 après avoir joué avec Sonny Rollins.
Jimmy Garrisson, ancien contrebassiste de Bill Evans et d'Ornette Coleman complète le quartet en 1962 en remplaçant Reggie Workman ; il accompagnera Coltrane jusqu'en 1967.

## Hommage
- L'album This Is Madness des Last Poets fait de nombreuses références à l'œuvre de John Coltrane, et en particulier l'album A Love Supreme dans la chanson Black People What Y'all Gon' Do.
- Christophe Dal Sasso et Lionel Belmondo ont effectué des arrangements pour big band de cette composition en 2014 et enregistré un album John Coltrane: A Love Supreme par Dal Sasso/Belmondo Big Band chez le label jazz&people.